# Gianfranco Pandolfini
Pour les articles homonymes, voir Pandolfini.
Gianfranco Pandolfini (né le 16 septembre 1920 à Florence et mort le 3 janvier 1997 dans la même ville) est un joueur de water-polo italien. 

## Carrière
Avec l'équipe d'Italie de water-polo masculin,  Gianfranco Pandolfini est sacré champion d'Europe en 1947 à Monaco et champion olympique aux Jeux d'été de 1948 à Londres. 

## Famille
Il est le frère du joueur de water-polo Tullio Pandolfini.